# Бидгощ-Головна
Бидгощ-Головна (пол. Bydgoszcz Główna) — залізнична станція польських залізниць, розташована у місті Бидгощ. Один з найбільших у Польщі та найбільший у Куявсько-Поморському воєводстві залізничний вузол. Згідно класифікації польських залізниць входить до числа станцій категорії Преміум.

## Залізничні лінії
- Лінія №18 Кутно – Піла-Головна (електрифікована лінія, що сполучає два столичних міста воєводства — Бидгощ і Торунь)
- Лінія №131 Хожув-Батори – Тчев (вугільна магістраль, до Гдині)
- Лінія №356 Познань-Схід – Бидгощ-Головна (відрізок лінії, що проходить по території воєводства експлуатується тільки для вантажних перевезень)
- Лінія №745 Чижкуво – Бидгощ-Головна